# Cruéjouls
Cruéjouls – miejscowość i dawna gmina we Francji, w regionie Oksytania, w departamencie Aveyron. W dniu 1 stycznia 2016 roku z połączenia trzech ówczesnych gmin – Coussergues, Cruéjouls oraz Palmas – powstała nowa gmina Palmas d’Aveyron. W 2013 roku populacja Cruéjouls wynosiła 427 mieszkańców. Przez miejscowość przepływa rzeka Dourdou de Conques.

## Zabytki
Zabytki posiadające status monument historique:
- kościół św. Wawrzyńca (fr. Église Saint-Laurent)